# Agatha Christie: Assassinio sull'Orient Express
Agatha Christie: Assassinio sull'Orient Express è un'avventura punta e clicca, sviluppata da AWE Productions e pubblicata da The Adventure Company. Fa parte dei giochi della serie di Hercule Poirot. La storia è basata sulla trama del romanzo di Agatha Christie Assassinio sull'Orient Express.

## Modalità di gioco
Il giocatore può navigare e interagire con l'ambiente di gioco, principalmente le carrozze sull'Orient Express, attraverso l'uso di un cursore sensibile al contesto. Il cursore cambia quando viene posizionato su un oggetto con cui il giocatore può interagire e può essere utilizzato per parlare con altri personaggi, ascoltare le conversazioni di altri personaggi, guardarsi intorno nell'ambiente e muoversi. Il giocatore può camminare verso una posizione con un solo clic e correre verso una posizione con un doppio clic. Facendo doppio clic sul bordo dello schermo il giocatore viene immediatamente portato alla schermata successiva. È presente una mappa del treno nell'interfaccia del gioco nella parte superiore dello schermo e, una volta sbloccata ogni carrozza, il giocatore può fare clic su qualsiasi parte della mappa ed essere immediatamente trasportato in quella posizione, evitando al giocatore di dover viaggia attraverso il treno schermata per schermata. Un'altra caratteristica accessibile è un'interfaccia del menu degli obiettivi che indica i compiti generali che il giocatore dovrebbe svolgere tentando di completare. Questo menu è progettato per guidare i giocatori nella giusta direzione senza fornire alcun suggerimento esplicito.
Assassinio sull'Orient Express, come il suo predecessore, è dotato di un sistema di inventario. Esistono diversi componenti dell'inventario, tra cui una schermata per l'esame delle impronte digitali, un album e una schermata del passaporto per la gestione e la visualizzazione dei passaporti dei passeggeri. Ci sono un totale di ottanta slot per trasportare oggetti nell'inventario, distribuiti su cinque schermate separate. Gli oggetti non possono essere scartati dall'inventario una volta acquisiti. Il giocatore può accedere all'inventario facendo clic su un'icona nell'interfaccia del gioco o semplicemente facendo clic con il pulsante destro del mouse. Dopo che gli oggetti sono stati utilizzati, un clic con il tasto destro li riporta nell'inventario e nello slot esatto in cui erano originariamente posizionati. Ogni oggetto è etichettato e il giocatore può ispezionare ogni oggetto dell'inventario in modo più dettagliato trascinandolo sull'icona di una lente di ingrandimento, e può anche ascoltare un leggero sibilo che indica che c'è qualcosa di rilevante da notare per il giocatore su un determinato oggetto. In divergenza da altri giochi del suo genere, Assassinio sull'Orient Express  non consente al giocatore di combinare oggetti nella schermata principale dell'inventario. Esiste un'interfaccia separata per le combinazioni di oggetti e il giocatore deve trascinare gli oggetti in questa schermata se desidera provare a combinarli.
Gran parte del gameplay di Assassinio sull'Orient Express prevede che il giocatore interroghi i personaggi e ascolti lunghi dialoghi per acquisire indizi che potrebbero portare all'assassino. Altri compiti che il giocatore deve completare includono la raccolta di passaporti e altri accessori lasciati dai passeggeri nel tentativo di acquisire indizi che conducano alla soluzione dell'omicidio, e di recuperare alcuni oggetti per vari personaggi.

## Recensioni
Dalla sua uscita, Assassinio sull'Orient Express ha ricevuto recensioni molto diverse. GameRankings gli ha assegnato un punteggio di 65,22%, mentre Metacritic gli ha assegnato 60 su 100.
Un aspetto del gameplay che ha ricevuto reazioni ampiamente negative è stata la natura ripetitiva di molti compiti che il giocatore deve completare. "2404" ha accusato il gioco di ridurre il romanzo di Christie ad una serie di compiti ripetitivi e di segreteria, come la raccolta di impronte digitali, passaporti e altri oggetti casuali. Il sito ha inoltre continuato dicendo che il giocatore viene fatto sentire "come un segretario di Poirot".  Game Over Online concorda con questo punto di vista, affermando che gran parte del gioco consisteva in "piccole commissioni sciocche" come completare compiti per personaggi alla ricerca sconsiderata di oggetti. Eurogamer ne fornisce un esempio, dicendo che ad un certo punto del gioco il giocatore deve attraversare ogni cabina controllando le misure delle scarpe dei vari passeggeri per verificare se corrispondono alle impronte delle scarpe fuori dal treno. Anche il sistema di inventario presentato in Assassinio sull'Orient Express ha ricevuto critiche significative.